# Kanton Mocache
Der Kanton Mocache befindet sich in der Provinz Los Ríos westzentral in Ecuador. Er besitzt eine Fläche von 568 km². Im Jahr 2022 lag die Einwohnerzahl bei rund 42.000. Verwaltungssitz des Kantons ist die Kleinstadt Mocache mit 8028 Einwohnern (Stand 2010). Der Kanton Mocache wurde am 28. Mai 1996 eingerichtet.

## Lage
Der Kanton Mocache liegt nordwestzentral in der Provinz Los Ríos. Das Gebiet liegt im Tiefland westlich der Cordillera Occidental. Der Río Vinces (Río Quevedo) durchquert den Kanton in südlicher Richtung.
Der Kanton Mocache grenzt im Nordosten an den Kanton Quevedo, im Osten und im Südosten an den Kanton Ventanas, im zentralen Süden an den Kanton Vinces, im Südwesten an den Kanton Palenque sowie im Westen an die Kantone Balzar und El Empalme der Provinz Guayas.

## Verwaltungsgliederung
Der Kanton Mocache ist deckungsgleich mit der gleichnamigen Parroquia urbana („städtisches Kirchspiel“).

## Geschichte
Entwicklung der Einwohnerzahl im Kanton Mocache bei landesweiten Volkszählungen zum jeweiligen Gebietsstand:
| Jahr                    | Einwohner | +/-    |
| ----------------------- | --------- | ------ |
| 2001                    | 33.481    | –      |
| 2010                    | 38.392    | 14,7 % |
| 2022                    | 42.026    | 9,5 %  |
| Datenherkunft: Wikidata |           |        |